# Episodi di Adventures of Superman (prima stagione)
La prima stagione della serie TV Adventures of Superman è andata in onda negli Stati Uniti d'America dal 19 settembre 1952 al 27 febbraio 1953.
| nº   | Titolo originale                | Titolo italiano | Prima TV USA      | Prima TV Italia |
| ---- | ------------------------------- | --------------- | ----------------- | --------------- |
| 1.01 | Superman on Earth               |                 | 19 settembre 1952 |                 |
| 1.02 | The Haunted Lighthouse          |                 | 26 settembre 1952 |                 |
| 1.03 | The Case of the Talkative Dummy |                 | 3 ottobre 1952    |                 |
| 1.04 | Mystery of the Broken Statues   |                 | 10 ottobre 1952   |                 |
| 1.05 | The Monkey Mystery              |                 | 17 ottobre 1952   |                 |
| 1.06 | Night of Terror                 |                 | 24 ottobre 1952   |                 |
| 1.07 | The Birthday Letter             |                 | 31 ottobre 1952   |                 |
| 1.08 | The Mind Machine                |                 | 7 novembre 1952   |                 |
| 1.09 | Rescue                          |                 | 14 novembre 1952  |                 |
| 1.10 | The Secret of Superman          |                 | 17 novembre 1952  |                 |
| 1.11 | No Holds Barred                 |                 | 28 novembre 1952  |                 |
| 1.12 | The Deserted Village            |                 | 5 dicembre 1952   |                 |
| 1.13 | The Stolen Costume              |                 | 12 dicembre 1952  |                 |
| 1.14 | Treasure of the Incas           |                 | 19 dicembre 1952  |                 |
| 1.15 | Double Trouble                  |                 | 26 dicembre 1952  |                 |
| 1.16 | Mystery in Wax                  |                 | 2 gennaio 1953    |                 |
| 1.17 | The Runaway Robot               |                 | 9 gennaio 1953    |                 |
| 1.18 | Drums of Death                  |                 | 16 gennaio 1953   |                 |
| 1.19 | The Evil Three                  |                 | 23 gennaio 1953   |                 |
| 1.20 | The Riddle of the Chinese Jade  |                 | 30 gennaio 1953   |                 |
| 1.21 | The Human Bomb                  |                 | 6 febbraio 1953   |                 |
| 1.22 | Czar of the Underworld          |                 | 13 febbraio 1953  |                 |
| 1.23 | Ghost Wolf                      |                 | 20 febbraio 1953  |                 |
| 1.24 | Crime Wave                      |                 | 27 febbraio 1953  |                 |
| 1.25 | The Unknown People: Part I      |                 | 23 novembre 1951  |                 |
| 1.26 | The Unknown People: Part II     |                 | 23 novembre 1951  |                 |